# کنستانتین چلایدزه
کنستانتین چلایدزه (گرجی: კონსტანტინე ჩლაიძე؛ زادهٔ ۳۱ ژانویهٔ ۱۹۷۳) کارگردان فیلم اهل کشور گرجستان است.